# 宇都宮城址公園

案内図

宇都宮城址公園（うつのみやじょうしこうえん）は、栃木県宇都宮市本丸町にある宇都宮市立の都市公園（地区公園）である。旧称は御本丸公園（ごほんまるこうえん）。総面積約3.7万m2、災害時避難場所に位置づけられ、防災公園にも指定されている。管轄は宇都宮市 都市計画部 公園緑地課。

## 概要
平安時代の後期より宇都宮氏代々の居城となり、関東七名城の1つに数えられている宇都宮城は、近世に本多正純の大普請によって約4km四方の近世城郭へと発展したものの、近代戦争の戦火や昭和戦後の都市開発によって殆どすべての構造物が失われ、昭和中期にはわずか本丸土塁の一部が残されるのみとなった。この遺構は「御本丸公園」として整備され、平成初期には公園内に歴史資料館「清明館」を建設した。この頃、市民の間でも宇都宮城復元の機運がにわかに盛り上がり、市は入念な発掘調査と文献調査を実施した末、当時の「御本丸公園」を改修・再整備し、往年の宇都宮城本丸の一部であった「清明台」、「富士見櫓」、「石垣と土塁」、「土塀」および「堀」を外観復元し、改称して「宇都宮城址公園」とすることとした。改修復元工事は2006年12月に竣工、「清明館」と合わせて公園の運営方針を刷新したうえで、2007年（平成19年）3月25日に宇都宮城の開園式が執り行われた。整備費用は用地買収費（7億円）を含め36億円である。
今後は、徳川将軍家の日光社参時の宿泊所として本丸敷地内に建てられたといわれる「本丸御成御殿」、御殿北側の本丸櫓門であった「清水門」、同南側の櫓門であった「伊賀門」を外観復元する計画がある。
本公園は、散策で訪れた近隣住民が台上から宇都宮市街繁華街や二荒の杜の風景を楽しんだり、「うつのみや城址まつり」など園内で開催される催事に参加するなど、市民が集う公園として親しまれているのはもとより、清明館および土塁内部の展示室で宇都宮の歴史や散策情報を分かりやすく説明するなど、市民に限らず市外からの訪問者向けの「ビジターセンター」としての役割も有している。

### 城址公園を主会場とする催し
- 宇都宮城さくら祭り
- フェスタmy宇都宮
  - 毎年5月中頃に開催
- うつのみや城址祭り
  - 宇都宮の歴史を広く知ってもらうため10月か11月に開催。城址公園工事中は近くの小学校などを会場に開催した。
- 宇都宮餃子祭り
  - 毎年11月第1土日開催に開催

### ポケモン騒動
2016年7月22日にスマートフォンアプリのPokémon GOが配信されると、宇都宮城址公園はポケストップが多くあり、更に珍しいポケモンのミニリュウが出現するとインターネットで話題になったため、深夜でも200 - 300人 の人が集まるなど県内屈指のPokémon GOスポットとなったものの、同時に路上駐車や騒音問題が発生するなど、マナーの悪いユーザーに対する近隣住民からの苦情が殺到した。宇都宮中央警察署はトラブル防止のため深夜もパトカーを巡回させた。宇都宮市は2016年9月12日より周辺住民への迷惑防止のため本庁舎東駐車場の利用は午後10時までとし翌朝までは出入口閉鎖に変更した。

## 歴史
- 1958年（昭和33年）- 宇都宮市が御本丸公園を整備する。
- 1969年（昭和44年）11月22日 - 市営御本丸スケート場開場（老朽化のため1987年（昭和62年）3月閉場）[7]
- 1989年（平成元年）9月1日 - 御本丸公園内で第1次発掘調査始まる。
- 1991年（平成3年）4月24日- 清明館の落成式が執り行われる。
- 1995年（平成7年）6月 - 御本丸公園内で第2次発掘調査始まる。
- 1997年（平成9年）2月 - 宇都宮市御本丸公園再整備調査検討懇談会および同ワーキンググループが発足、公園再整備の基本方針について検討を行う。なお、懇談会メンバーは市議・学識経験者・関係団体代表者、ワーキンググループメンバーは市担当職員・関係団体代表者である。
- 1997年（平成9年）12月 - 懇談会が提言書「宇都宮市御本丸公園再整備計画について」を市長に提出する。
- 1998年（平成10年）
  - 9月 - 市議・学識経験者・関係団体代表者、関係機関員メンバーに宇都宮市御本丸公園整備調査検討委員会が発足、公園再整備の基本方針について検討を行う。
  - 11月1日 - 宇都宮城址まつり'98を開催する。
- 1999年（平成11年）
  - 9月1日 - 御本丸公園内で第3次発掘調査始まる。
  - 10月31日 - うつのみや城址まつり'99を開催する。
- 2000年（平成12年）
  - 1月23日 - 宇都宮城の歴史と街づくりフォーラム2000を開催する。
  - 2月 - 委員会が提言書「宇都宮市御本丸公園再整備計画について」を市長に提出する。
  - 10月23日 - うつのみや城址まつり2000を開催する。
- 2001年（平成13年）2月23日 - 市が「御本丸公園整備基本計画」を策定する。
- 2002年（平成14年）10月6日 - うつのみや城址まつり2002を開催する。
- 2002年（平成14年） - 宇都宮城址公園に改称。
- 2003年（平成15年）
  - 市が宇都宮城本丸の一部構造物を外観復元する工事に着手。
  - 11月2日 - うつのみや城址まつり2003を開催する。
- 2004年（平成16年）11月6日 - うつのみや城址まつり2004を開催する。
- 2005年（平成17年）11月5日 - うつのみや城址まつり2005を開催する。
- 2007年（平成19年）3月25日 - 宇都宮城本丸一部の外観復元工事が完了し、開園式が執り行われる。式典には歴代城主の宇都宮氏、本多氏、戸田氏の子孫が出席した。
- 2008年（平成20年）10月18日 - うつのみや城址まつり2008を開催する。以後毎年10月開催となる。
- 2016年（平成28年）10月23日 - 宇都宮市連続爆発事件発生にともない、うつのみや城址まつり2016は途中で中止された。
- 2017年（平成29年）10月22日 - 警備を強化した上で、うつのみや城址まつり2017を開催した。

## 施設
- 宇都宮城址（外観復元）
  - 清明台櫓（2層2階。石垣は切込みハギ）
  - 富士見櫓（2層2階）
  - 本丸土塁の一部
  - 白漆喰塀
  - 本丸内堀

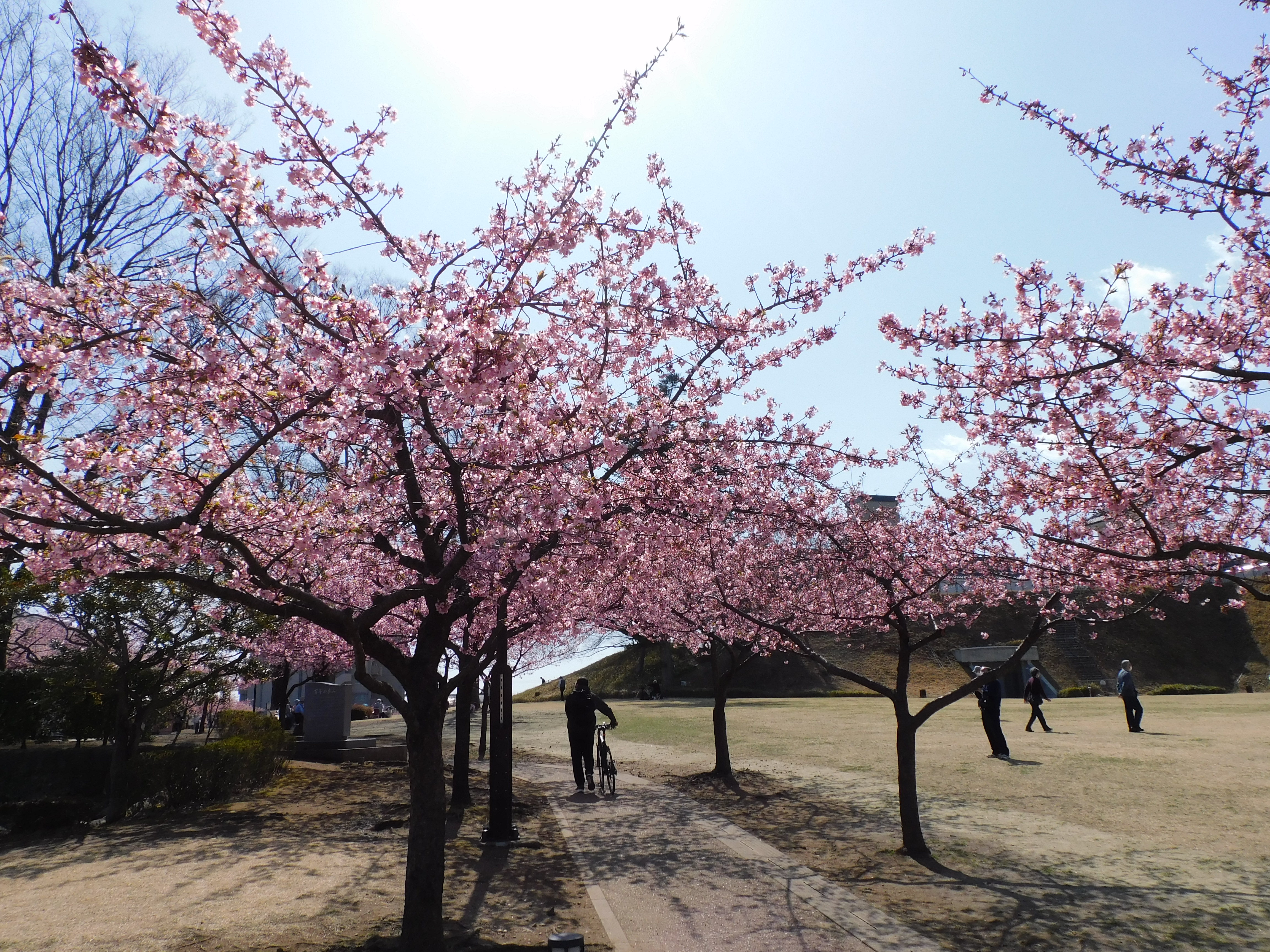
園内のカワヅザクラ

- 展示室（宇都宮城の歴史を展示：本丸土塁の内部）
- 緑地公園

### 清明館
- 1991年（平成3年）4月23日に落成式を実施し、26日から使用開始[8]
- 鉄骨平屋造、総事業費1億6千万円
- 館内設備
  - 歴史展示室（入館料無料）

宇都宮市内の遺跡から出土品や祭りの山車、夏季は宇都宮空襲の展示も行う。
  - 和室（8畳2間、2畳水屋）

利用には予約が必要。城址公園でイベント開催時は関係者の控え室となる場合もある。
  - そのほか事務室、トイレ、倉庫を備える。

## アクセス
バス
- JR宇都宮駅西口から
  - 関東バスの［34］宇都宮市内循環線「きぶな」で「宇都宮市役所」バス停留所下車、徒歩3分。
  - 関東バスの細谷車庫行き、石那田・山王団地方面行き、作新学院方面行き、西川田東行き、宇都宮東武行きなど「県庁前」バス停留所下車、徒歩15分。
- 東武宇都宮駅東口（オリオン通り入口バス停）から
  - 関東バス ［34］宇都宮市内循環線「きぶな」 「宇都宮市役所」バス停留所下車、徒歩3分。

徒歩
- 東武宇都宮駅から
  - 徒歩15分